# Anjar

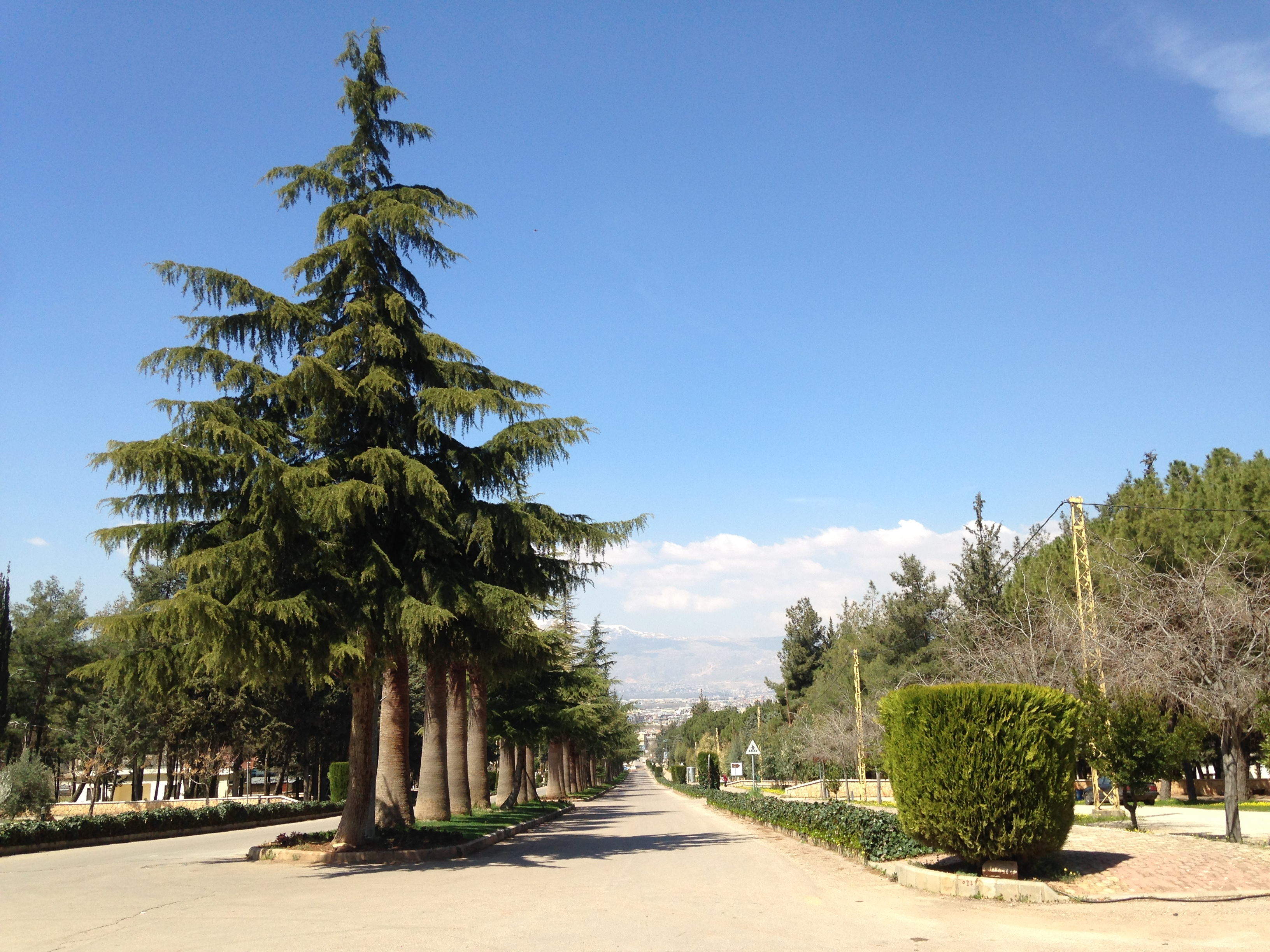
Hauptstraße im modernen Ort

Anjar (arabisch عنجر, DMG ʿAnǧar, armenisch: Անճար), auch bekannt als Haoush Mousa (حوش موسى, DMG Ḥauš Mūsā), ist eine Kleinstadt im Libanon, die etwa 60 Kilometer östlich von Beirut in der Bekaa-Ebene liegt. Anjar hat etwa 3500 Einwohner (2015), die größtenteils Armenier sind.

## Moderner Ort

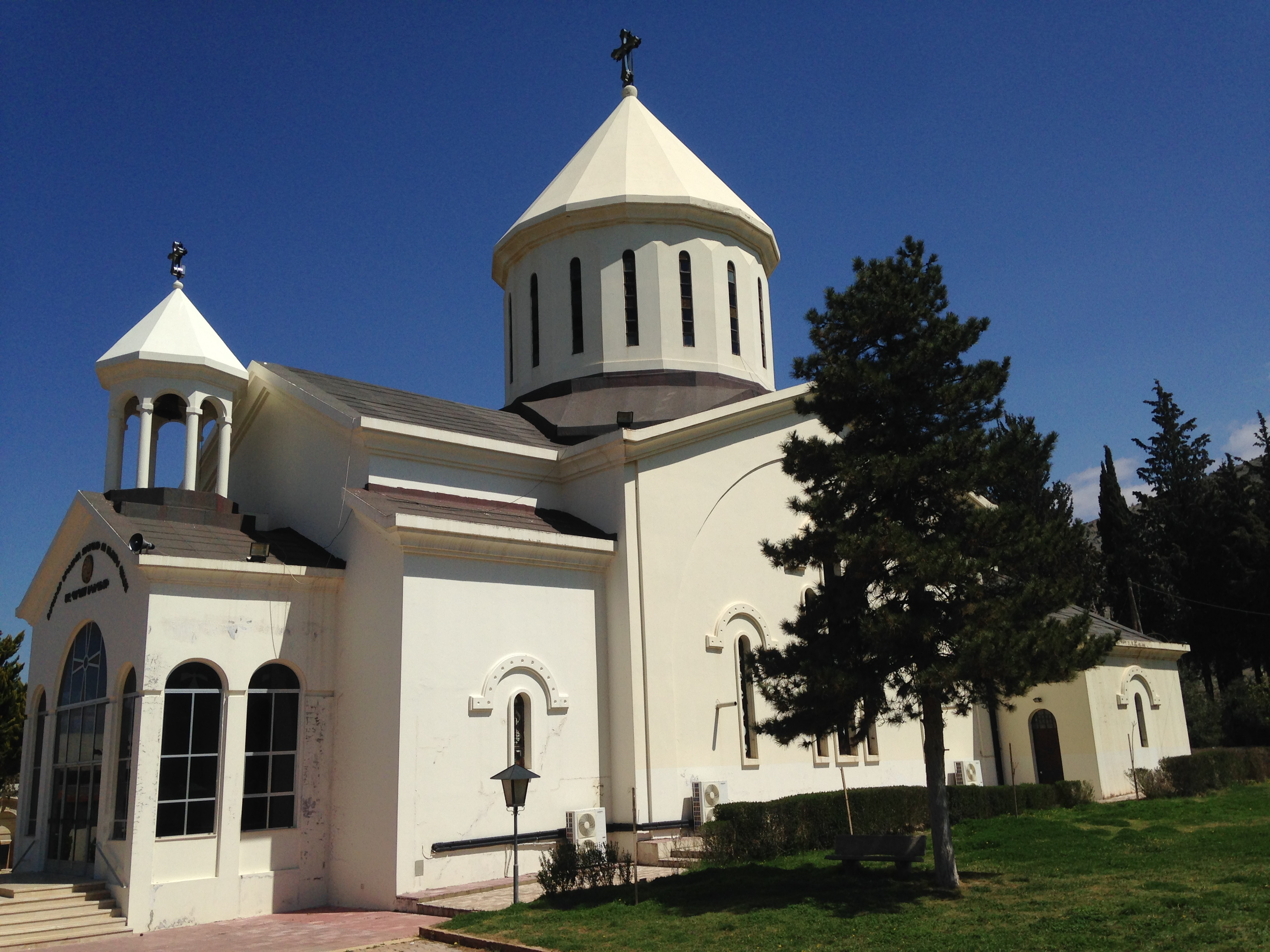
Armenisch-apostolische Kirche Sankt Paul

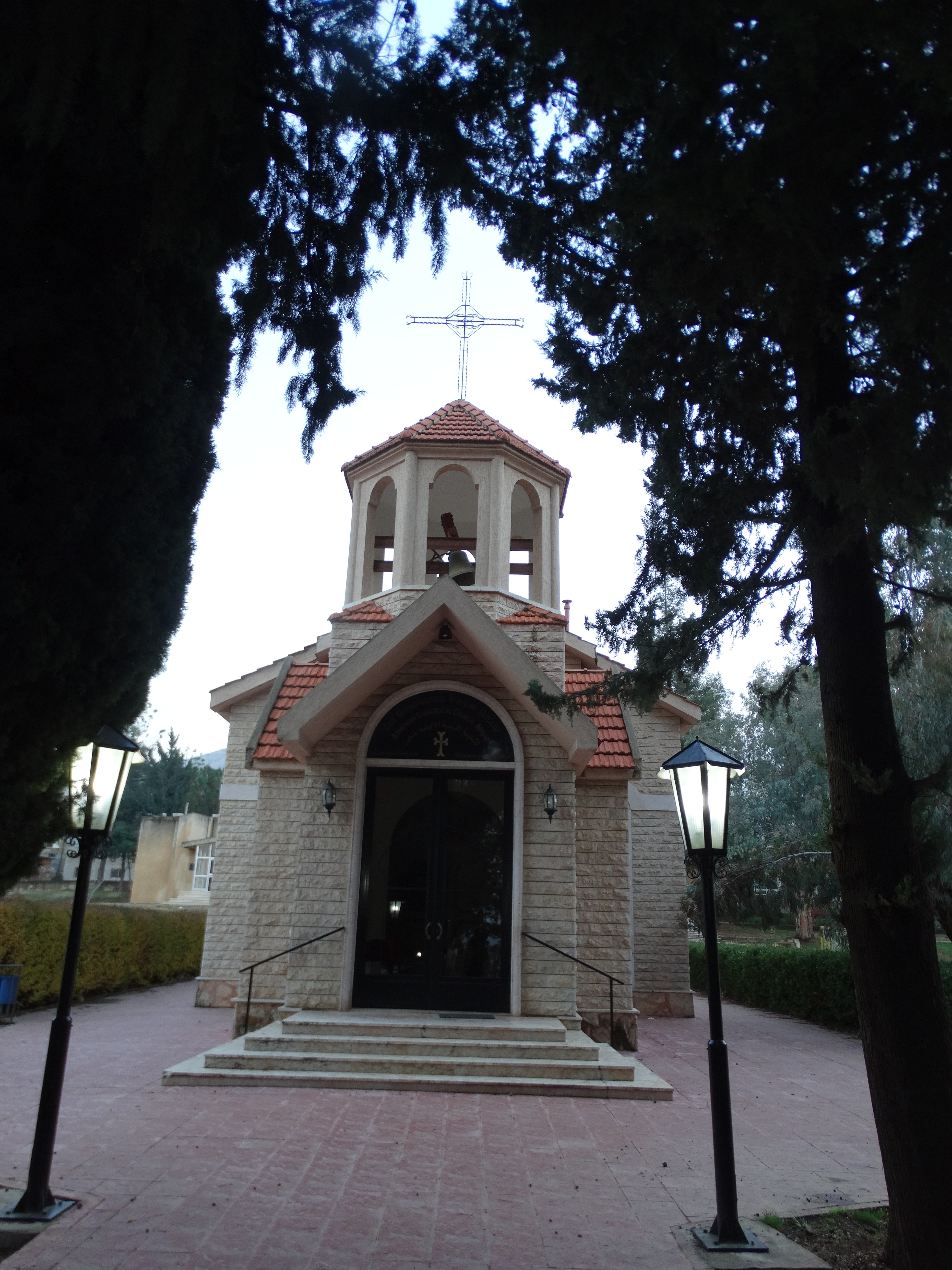
Armenisch-evangelische Kirche

Anjar liegt nahe der Autobahn, die Beirut mit Damaskus verbindet, rund zehn Kilometer vor der syrischen Grenze. Das moderne Anjar wurde 1939 mit Unterstützung der französischen Kolonialmacht von mehreren tausend Armeniern vom Musa Dagh (Provinz Hatay in der Türkei) gegründet, die den Völkermord an den Armeniern durch die Jungtürken überlebt haben. 
Die sechs Ortsteile sind nach den sechs Dörfern des Musa Dagh benannt und heißen:
- Haji Hababli
- Kabusia
- Vakif
- Khodr Bek
- Yoghun Oluk
- Bitias

Noch heute sind nahezu alle Einwohner Armenier, die einen westarmenischen Dialekt sprechen und mehrheitlich der Armenischen Apostolischen Kirche, zu einem kleineren Teil der Armenisch-Katholischen Kirche und der Armenischen Evangelischen Kirche angehören. Es gibt in Anjar drei konfessionelle armenische Schulen.
Während der Stationierung syrischer Streitkräfte im Libanon zwischen 1976 und 2005 war Anjar Hauptsitz des syrischen Geheimdienstes im Libanon.

## Antike Siedlung
Neben der modernen Siedlung befinden sich die Reste einer umayyadischen Stadt, die von Al-Walid I. zu Beginn des 8. Jahrhunderts gegründet wurde, aber unvollendet blieb. Der Ort wurde schon bald wieder verlassen, nachdem der letzte syrische Umayyaden-Kalif Marwan II. seinen Konkurrenten Ibrahim 744 vor den Toren der Stadt besiegte, die dabei offensichtlich zu Schaden kam.
Der Ort war in der klassischen Antike eine Festung mit dem Namen Gerrha. Die Reste der heute zu sehenden Stadt, deren Ausgrabung 1943 begann, sind gut erhalten. Sie stammen aus frühislamischer Zeit. Die Stadt umfasste ein nord-südlich orientiertes Rechteck von 370 × 310 Metern, das von einer Stadtmauer umgeben war. Zwei Hauptstraßen (Decumanus und Cardo) durchquerten kreuzförmig die Siedlung und verbanden vier Stadttore. Die Straßen waren mit Kolonnaden dekoriert und von etwa 600 Läden gesäumt. Die drei Hauptgebäude waren der große Palast im Süden, der kleine Palast im Norden und eine Moschee zwischen beiden Palästen. Weitere öffentliche Bauwerke waren ein Bad und ein Tetrapylon. Das heutige Erscheinungsbild der Stadt, insbesondere des so genannten Nordpalastes, ist durch erhebliche Restaurierungsmaßnahmen verzerrt.
Die Stadt gilt als eines der besten Beispiele frühislamischer Stadtplanung. In der Architektur und im Stadtplan sind noch starke byzantinische Einflüsse zu beobachten. Der Ort gehört deshalb seit 1984 zum Weltkulturerbe der UNESCO.